# ファーティマ・シャラフェッディーン
ファーティマ・シャラフェッディーン（Fatima Sharafeddine、1966年 - ）は、レバノンの児童文学及び青少年文学の作家、編集者、翻訳者。彼女は教育理論と実践の修士号（1993年）と現代アラビア文学の修士号（1996年）を、共にオハイオ州立大学で取得した。彼女の120冊を超える著作は世界中で出版され、その多くは英語、オランダ語、スペイン語を含む15か国語以上に翻訳されている。また2017年のエティサラート・アラビア児童文学賞を始め、いくつもの賞を受賞している。さらには、2010年、2011年、2016年、2020年にアストリッド・リンドグレーン記念文学賞の候補となっている。

## 経歴

### 青年期
ファーティマ・シャラフェッディーンは1966年に、レバノンのベイルートで生まれた。両親と共にシェラレオネに移り住み、6歳まで過ごした。その後、故郷のレバノンに戻った。1989年、シャラフェッディーンはレバノン・アメリカン大学に入学し、幼児教育を学んだ。卒業後にアメリカ合衆国に渡り、1993年に教育理論と実践の修士号、1996年に現代アラビア文学の修士号をオハイオ州立大学で取得した。その後、1996年にテキサスに向かい、主任教員となった。さらに、ライス大学でアラビア語と文化を講じた。

### 文学キャリア
シャラフェッディーンは2005年から著作を始めた。そして『退屈な私の本』『カプチーノ』をはじめ、120冊以上の児童文学と青少年文学を書いた。彼女はいくつかのフランス語と英語の児童文学をアラビア語に翻訳し、彼女の著作の多くは英語、スペイン語、ヒンディー語、オランダ語を含む多くの言語に翻訳されている。彼女の本では、子どもたちに道徳教育を苦労せずに直接提供するのをシャラフェッディーンは避けている。そのかわり、子どもたちが自分の想像力と動機により学ぶことを助けている。彼女は『早口言葉』（2016年）でボローニャ国際児童図書賞を、小説『カプチーノ』（2017年）でエティサラート・アラビア児童文学賞を受賞した。また『赤いカエデの葉』（2016年）でシェイク・ザーイド文学賞の候補に、『ミラの梨』（2019年）で青少年部門のエスティラート賞の候補になっている。

## 私生活と政治観
ファーティマ・シャラフェッディーンは結婚していて、2人の子どもがいる。
レバノン内戦により母国から移民しなければならなかった女性として、シャラフェッディーンはレバノンで何が起きているのか、具体的にはレバノンとイスラエルの戦争状態について、注目してほしいと思っている。彼女の著書『Faten』では、自身の動機に焦点を当てている。

## 著作
ファーティマ・シャラフェッディーンの最初の著作は2004年に出版された。これまでに45冊以上を、主にAsala社、Kalimat社、Mijade社から出版している。
- Attanbouri's Shoe (original title: Hitha’a Attanbouri), 2008 (ISBN:  9789953488851)
- Faten, 2010 (ISBN:  9789948157786)
- Ghadi and Rawan, 2013 (ISBN: 9786144257463)
- Such Things Happen (original title: Hakatha Omor Tahduth), 2013 (ISBN: 9781855169258)
- Cappuccino, 2018 (ISBN:  9786144259771)
- Mila's Pear (original title: Egasat Mila), 2019 (ISBN: 9786140321304)
- The Amazing Discoveries of Ibn Sina, 2013 (ISBN: 9781554987108)

### 日本語に翻訳された作品
- ラマダーン / ファーティマ・シャラフェッディーン 文；エストレリータ・カラコル 絵；片桐早織 訳. ワールド・ライブラリー、2024年2月 ISBN 978-4-909779-33-5[13]
- もしぼくが鳥だったら：パレスチナとガザのものがたり / ファーティマ・シャラフェッディーン 文；アマル 絵；片桐早織 訳. ゆぎ書房、2025年1月 ISBN 978-4-910343-08-2[14]

## 特筆事項
シャラフェッディーンが受賞した賞：
- 2011年: Reading Here, There and Everywhere Award organized by Anna Lindh Foundation, for her book Laughter and Crying.[15]
- 2013年: Best Book Award at the Sharjah Book Fair for My book got bored.[16]
- 2016年: Bologna Ragazzi New Horizon Award for Tongue Twisters.
- 2017年: Etisalat Award for the young adult novel Cappuccino.

シャラフェッディーンの著作が候補となった賞：
- 2013年: Shortlisted for Etisalat Award for Ghadi and Rawan.[17]
- 2015年: Shortlisted for Etisalat Award for Sumsum in mom's tummy.[18]
- 2016年: Long-listed for the Sheikh Zayed Award for The red maple leaf.
- 2019年: Nominated for Etisalat Award – Young Adult Book of the Year for Mila's Pear.

シャラフェッディーンが英語からアラビア語に、またその反対に翻訳した作品：
- Everything Is Allowed by Nele Moost (ISBN:  9953445095), 2007年
- Meriam's Star by Mahnaz Malik, (ISBN: 9789948157878), 2010年
- My Own Special Way Maitha Al-Khayat, 2012年